# Pascal Stenzel
Pascal Stenzel (Bünde, 20 de março de 1996) é um futebolista profissional alemão que atua como defensor. Atualmente joga pelo Stuttgart, da Alemanha.

## Carreira
Pascal Stenzel começou a carreira no Borussia Dortmund.

## Títulos
VfB Stuttgart
- Copa da Alemanha: 2024–25[2]